# Coryneliales
Coryneliales is een orde van Eurotiomycetes uit de onderklasse Coryneliomycetidae.
Tot deze orde behoren schimmels met trechtervormige poriën bij volwassenheid. Er zijn ongeveer 20 soorten.

## Taxonomie
De orde bestaat uit slechts één familie:
Orde: Capnodiales
- Familie: Coryneliaceae